# Enzo Barbaresco
Enzo Barbaresco (Gradisca d'Isonzo, 24 aprile 1937) è un ex arbitro di calcio italiano.

## Biografia
Di professione promotore finanziario, ha diretto 164 partite in serie A e oltre 250 in serie B. Tra le "classiche" del campionato italiano arbitrate, figurano 4 Juventus-Inter, 1 Derby di Milano, 1 Derby di Roma, 2 Milan-Juventus, 2 Juventus-Roma, 2 Inter-Roma, 2 Milan-Roma e un Derby della Lanterna.
Nel 1954 diventa arbitro per la sezione AIA di Cormons. Il debutto nella massima divisione arriva il 3 dicembre 1967, in occasione della sfida tra Napoli e Mantova, terminata a reti inviolate.  L'ultima la arbitrerà il 5 maggio 1984 - a 47 anni appena compiuti - e sarà Lazio-Ascoli 2:1.
Il 12 marzo 1972 a Genova durante la "storica" partita di campionato Sampdoria-Torino nega ingiustamente un gol al giocatore granata Aldo Agroppi su respinta del blucerchiato Marcello Lippi, col pallone che aveva già varcato la linea. Il gol fu prima convalidato poi annullato dallo stesso Barbaresco dopo le incessanti proteste all'arbitro da parte dei sampdoriani. La partita finì 2-1 per la Sampdoria (reti di Cristin, Salvi e Pulici). Il Torino al termine del campionato si classificò 2º e perse l'ambito scudetto per un solo punto.
Durante un Ascoli-Bologna del 1975, non si accorse che la rete realizzata dal Bologna era stata impedita dal piede "galeotto" di un giovane raccattapalle ascolano, tale Domenico Citeroni, appostato dietro la porta marchigiana
Nel 1978 conquista i gradi da "internazionale". Nelle Coppe Europee dirige le seguenti partite:
- Coppa dei Campioni:
  - 19 settembre 1979 - Argeș Pitești-AEK Atene 3-0
  - 16 settembre 1981 - BFC Dynamo-Zurigo 2-0
  - 21 ottobre 1981 - AZ'67-Liverpool 2-2
  - 02 marzo 1983 - Dinamo Kiev-Amburgo  0-3
- Coppa delle Coppe UEFA:
  - 13 settembre 1978 - Sporting Lisbona-Baník Ostrava 0-1
  - 1 ottobre 1980 - Austria Salisburgo-Fortuna Düsseldorf 0-3
  - 7 aprile 1981 - Carl Zeiss Jena-Benfica  2-0
  - 29 settembre 1982 - Sliema Wanderers-Swansea City 0-5
- Coppa UEFA:
  - 14 settembre 1982 - Siviglia-Levski Sofia 3-1
  - 28 settembre 1983 - Ferencváros-PSV 0-2
  - 06 dicembre 1983 - Hajduk Spalato-Radnički Niš 2-0

È stato insignito del prestigioso Premio "Giovanni Mauro" nel 1979, lo stesso anno in cui è protagonista della finale di Coppa Italia a Napoli tra Juventus e Palermo (2-1 dopo i tempi supplementari).

Barbaresco tra il capitano palermitano Citterio (a sinistra) e quello juventino Furino (a destra) nei convenevoli prima della finale di Coppa Italia 1978-1979

Nel 1980, in qualità di guardalinee, affianca l'arbitro parmigiano Alberto Michelotti in occasione della fase finale degli Europei di calcio, disputatasi in Italia (alla terna italiana, completata da Riccardo Lattanzi e con Paolo Casarin di riserva, tocca la gara di apertura a Roma,l'11 giugno, tra la Germania Ovest e la Cecoslovacchia); l'11 maggio 1983, invece, affianca nella città svedese di Göteborg l'arbitro romano Gianfranco Menegali in occasione della finale di Coppa delle Coppe tra l'Aberdeen, guidato da un tecnico emergente come Alex Ferguson, ed il Real Madrid allenato da un grande del passato, Alfredo Di Stefano: la spunteranno gli scozzesi per 2 a 1 dopo i tempi supplementari.
Nel 1983 arbitrò Roma-Juventus di campionato, con riedizione delle consuete polemiche arbitrali, a seguito della convalida di una rete juventina avvenuta sul filo del fuorigioco (il guardalinee era Diego Perissinotto). Il Presidente della Roma Dino Viola etichetta l'episodio affermando che, ancora una volta, si era trattato di una questione di centimetri, con chiaro riferimento al famoso gol di Maurizio Turone, annullato per fuorigioco dubbio dall'arbitro Paolo Bergamo in un Juventus-Roma del 1981.
Selezionato per dirigere nel torneo calcistico all'Olimpiade di Los Angeles nel 1984 e destinato nella sede di Boston, dopo un leggero infortunio iniziale che ne limita l'utilizzo (viene impegnato due volte come guardalinee in Norvegia-Cile 0-0 e Camerun-Iraq 1-0 e in un caso come arbitro di riserva in Francia-Norvegia 2-1) dirige infine il 3 agosto l'incontro tra Canada e Camerun che termina 3 a 1.
Di ritorno dai Giochi Olimpici di Los Angeles, nel 1984 decide di rassegnare le dimissioni, pur potendo arbitrare ancora per un anno, assumendo la qualifica di Arbitro Benemerito e subito accetta la nomina quale vicecommissario della CAN di Serie C.
È stato osservatore in serie A fino al 1998. Vanta anche il titolo di commendatore della Repubblica Italiana.
Dal luglio 2019 entra a far parte della nuova sezione di Gradisca d'Isonzo, nata dall'accorpamento delle sezioni di Cormons, Gorizia e Monfalcone.